# Richard Zemánek
Richard Zemánek (* 3. června 1968 Hustopeče) je český politik a středoškolský pedagog, od roku 2008 zastupitel Jihomoravského kraje, od roku 2002 zastupitel města Břeclavi (v letech 2010 až 2014 postupně radní a místostarosta města - tím opět od roku 2018), člen KDU-ČSL.

## Životopis
Vystudoval gymnázium a poté obory český jazyk a základy společenských věd, později také anglickou filologii na Masarykově univerzitě. Působil jako pedagog na gymnáziu a střední průmyslové škole v Břeclavi, po odchodu ze školství založil vlastní jazykovou agenturu a posléze úklidovou a obchodní společnost.
Richard Zemánek je ženatý a má dvě dcery.

## Veřejné působení
V komunálních volbách v letech 2002, 2006 a 2010 byl zvolen do Zastupitelstva města Břeclavi, od podzimu 2010 se stal členem městské rady.
V krajských volbách na podzim 2008 byl zvolen členem Zastupitelstva Jihomoravského kraje. Po svém zvolení se stal členem Výboru pro výchovu, vzdělávání a zaměstnannost Zastupitelstva JMK a současně místopředsedou sportovní komise Rady JMK.
V roce 2012 kandidoval v krajských volbách za KDU-ČSL jako třetí v pořadí a byl zvolen členem krajského zastupitelstva. V roce 2012 se stal také kandidátem KDU-ČSL do Senátu za Břeclavsko. V prvním kole senátních voleb skončil jako třetí v pořadí a do druhého kola voleb nepostoupil.
V roce 2013 se stal místostarostou města Břeclavi. V komunálních volbách v roce 2014 obhájil z pozice lídra kandidátky KDU-ČSL post zastupitele města. Lidovci se však nedostali do městské koalice, a tak skončil v pozici místostarosty.
V krajských volbách v roce 2016 obhájil za KDU-ČSL post zastupitele Jihomoravského kraje. Ve volbách do Senátu PČR v roce 2018 kandidoval za KDU-ČSL v obvodu č. 56 – Břeclav. Se ziskem 15,36 % hlasů skončil na 3. místě.
Po komunálních volbách na podzim 2018 byl zvolen místostarostou Břeclavi. V krajských volbách v roce 2020 obhájil za KDU-ČSL post zastupitele Jihomoravského kraje. V krajských volbách v září 2024 kandidoval jako člen KDU-ČSL v rámci koalice „SPOLU“ (tj. ODS, KDU-ČSL a TOP 09) do Zastupitelstva Jihomoravského kraje. Mandát krajského zastupitele se mu podařilo obhájit.